# Núria Riera Martos
Núria Riera Martos (Palma, 1968) és una advocada i política mallorquina del PP balear, té 3 fills: Alberto Matas, Pau Matas i Lucía Matas. ha estat consellera d'educació i cultura del Govern de les Illes Balears i portaveu del govern.

## Biografia
És llicenciada en Dret i funcionària de carrera de l'administració local. Va ser secretària municipal de l'Ajuntament de Montuïri i cap de servei de Funció Pública de la Comunitat Autònoma. Està casada amb Biel Matas, ex-alcalde de Montuïri.
Persona de confiança del president José Ramón Bauzà Díaz, fou la número 4 de les llistes del PP al Parlament a les eleccions de 2011. Des de la seva arribada al govern, n'ha estat la portaveu. El maig del 2013 fou nomenada consellera d'administracions públiques i, el setembre del 2014, consellera d'educació i cultura, després del cessament de Joana Maria Camps Bosch.
Des del 18 juny de 2015 és diputada del Parlament de les Illes Balears pel Partit Popular. Al 2011 ja hi entrà però només hi està 16 dies, ja que fou nomenada directora general de Funció Pública. A la novena legislatura de les Illes Balears (2015-2019), a mitjan legislatura, concretament el 14 de febrer de 2017 fou candidata alternativa a Presidenta del Parlament de les Illes Balears obtingué 20 vots en front als 34 de Balti Picornell. Fou membre de la Comissió d'Economia, la de Cultura, Educació i Esports; la d'Hisenda i Pressuposts; i la d'assumptes institucionals i generals, a més de diferents ponències. A la desena legislatura de les Illes Balears (2019-2023) és membre de la comissió d'Educació, Universitat i Recerca; de control sobre la Radiotelevisió Illes Balears; la d'assumptes institucionals i generals i és portaveu suplent del grup parlamentari popular.